# فرودگاه اوینیون–کمن
فرودگاه اَوینیون–کُمُن (به فرانسوی: Aéroport d'Avignon) (به زبان بومی: ) یک فرودگاه همگانی با کد یاتا AVN است که یک باند فرود آسفالت دارد و طول باند آن ۱۸۸۰ متر است. این فرودگاه در کشور فرانسه قرار دارد و در ارتفاع ۳۸ متری از سطح دریا واقع شده‌است.